# Cementerio de Guerra Canadiense de Bény-sur-Mer
El Cementerio de Guerra Canadiense de Bény-sur-Mer es un cementerio que contiene principalmente soldados canadienses muertos durante las primeras etapas de la Batalla de Normandía en la Segunda Guerra Mundial. El cementerio está situado en el pueblo de Bény-sur-Mer, en el departamento de Calvados, cerca de Caen en la Baja Normandía. Como es típico de los cementerios de guerra en Francia, el terreno está bellamente diseñado y mantiene una apariencia inmaculada. En el interior del cementerio se encuentra una Cruz del Sacrificio, un monumento típico de los memoriales diseñados por la Commonwealth War Graves Commission.

## Historia
Bény-sur-Mer fue creado como un lugar permanente para depositar los cuerpos de los soldados canadienses caídos en batalla y que habían sido enterrados temporalmente en pequeñas parcelas cerca de donde cayeron. Como es habitual en los cementerios de guerra, Francia concedió a perpetuidad a Canadá los terrenos ocupados por el cementerio. Las tumbas contienen soldados canadienses de la 3 ª División y 15 aviadores muertos en la Batalla de Normandía. El cementerio también incluye cuatro tumbas británicas y una tumba francesa, con un total de 2.049 tumbas. La tumba francesa pertenece a un soldado de la resistencia francesa llamado R. Guenard que luchó y murió junto a los canadienses y que no tenía parientes conocidos. Su marcador es una cruz gris y lleva inscrita "Mort pour la France-19-7-1944".
Debido a la confusión durante el movimiento de los restos desde los cementerios temporales, los restos de un soldado canadiense estaban fuera de lugar. Su tumba se distingue de los demás, y lleva una inscripción que indica que se sabe que sus restos están en el Bény-sur-Mer cementerio. Bény-sur-Mer contiene los restos de 9 parejas de hermanos, un récord para un cementerio de la Segunda Guerra Mundial.
Un gran número de muertos en el cementerio cayeron a principios de julio de 1944 en la Batalla de Caen. El cementerio contiene también los soldados que cayeron durante el asalto inicial del Día D de la playa Juno. Los prisioneros de guerra canadienses ilegalmente ejecutados en la Abadía de Ardenne están enterrados aquí. Canadienses que murieron más tarde en la campaña fueron enterrados en el cementerio canadiense de guerra de Bretteville-sur-Laize.

## Localización
El cementerio se sitúa cerca de 1 kilómetro al este de la aldea de Reviers, en el departamento de Calvados, en el camino Creully-Tailleville-Ouistreham (D.35). Se encuentra a 15 kilómetros al noroeste de Caen, 18 kilómetros al este de Bayeux, y 3,5 kilómetros al sur de Courseulles-sur-Mer. El pueblo de Beny-sur-Mer se sitúa a unos 2 kilómetros al sureste del cementerio. El servicio de autobuses entre Caen y Arromanches (a través de Reviers y Ver-sur-Mer) pasa por el cementerio. El cementerio se puede visitar en cualquier momento, y los circuitos del cementerio están disponibles a través de empresas que ofrecen recorridos por lugares históricos del Día D en el área. El cementerio es fácil de encontrar y dispone de amplio aparcamiento.